# Liste von Orden und Ehrenzeichen Bangladeschs

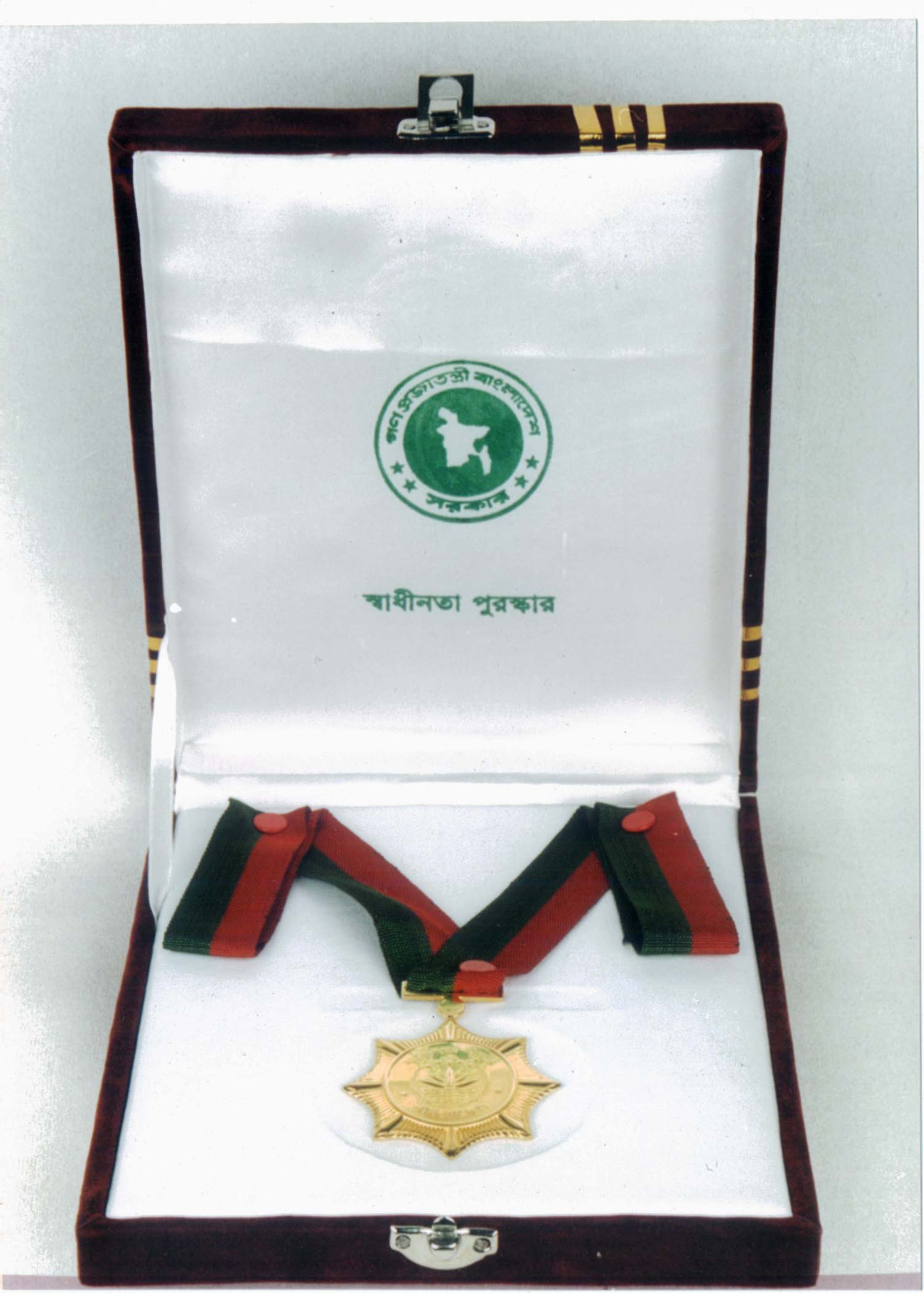

Dies ist eine Liste von Orden und Ehrenzeichen Bangladeschs, die zivile Auszeichnungen und militärische Orden aufzählt.

## Zivile Orden und Auszeichnungen
- Ekushey Padak
- Shadhinata Padak

## Militärische Orden

### Kriegszeiten
- Bir Sreshtho
- Bir Uttom
- Bir Bikrom
- Bir Protik

### Friedenszeiten
- Rono Taroka
- Samar Padak
- Mukti Taroka
- Joy Padak
- Songbidhan Padak
- Nirapattya Padak
- Dabanal Padak
- Uttoron Padak

### Besondere Leistungen
- Plaban 1998 Padak
- Gurnijhar 1991 Padak
- Maha Plaban 1998
- Sangsadia Nirbachan 1991
- Sangsadia Nirbachan 1996
- Sangsadia Nirbachan 2001

### Sonstige
- Jestha Padak 1
- Jestha Padak 2